# Geir Karlsen
Geir Karlsen (Skien, 1948. szeptember 18. – 2024. július 26.) válogatott norvég labdarúgó, kapus, edző.

## Pályafutása

### Klubcsapatban
1970 és 1973 között az Odd Grenland, 1973 és 1975 között a Rosenborg, 1973 és 1975 között a skót Dunfermline, 1975 és 1979 között a Vålerengen labdarúgója volt. 1980 és 1983 között az Odd Grenland csapatában fejezte be az aktív játékot. A Rosenborg együttesével 1971-ben egy-egy norvég bajnoki címet és kupagyőzelmet ért el.

### A válogatottban
1969 és 1977 között 32 alkalommal szerepelt a norvég válogatottban.

### Edzőként
1984-ben az Odd Grenland vezetőedzőjeként tevékenykedett.

## Sikerei, díjai
Rosenborg BK
- Norvég bajnokság
  - bajnok: 1971
- Norvég kupa
  - győztes: 1971